# El Renacer de la Laguna FVET UBA
El Renacer de la Laguna FVET UBA es una reserva experimental, de uso integral y transdisciplinario,  que pertenece a la Facultad de Veterinarias, UBA, en la Ciudad de Buenos Aires, Argentina. 

## Toponimia
El humedal "El Renacer de la Laguna"  es la denominación actual de lo que fuera un terreno abandonado, con el agua contaminada y eutroficada. En su origen, fue usado como una granja educativa, "Del campo a la ciudad". La laguna, así como el terreno en  el que se encuentra han sido recuperados por el trabajo del equipo de voluntarios. 

## Ubicación
La reserva se encuentra ubicada en la Facultad de Veterinarias, UBA, en la  en la Comuna 15 de la Ciudad Autónoma de Buenos  Aires.https://www.buenosaires.gob.ar/comunas[cita requerida]

## Características

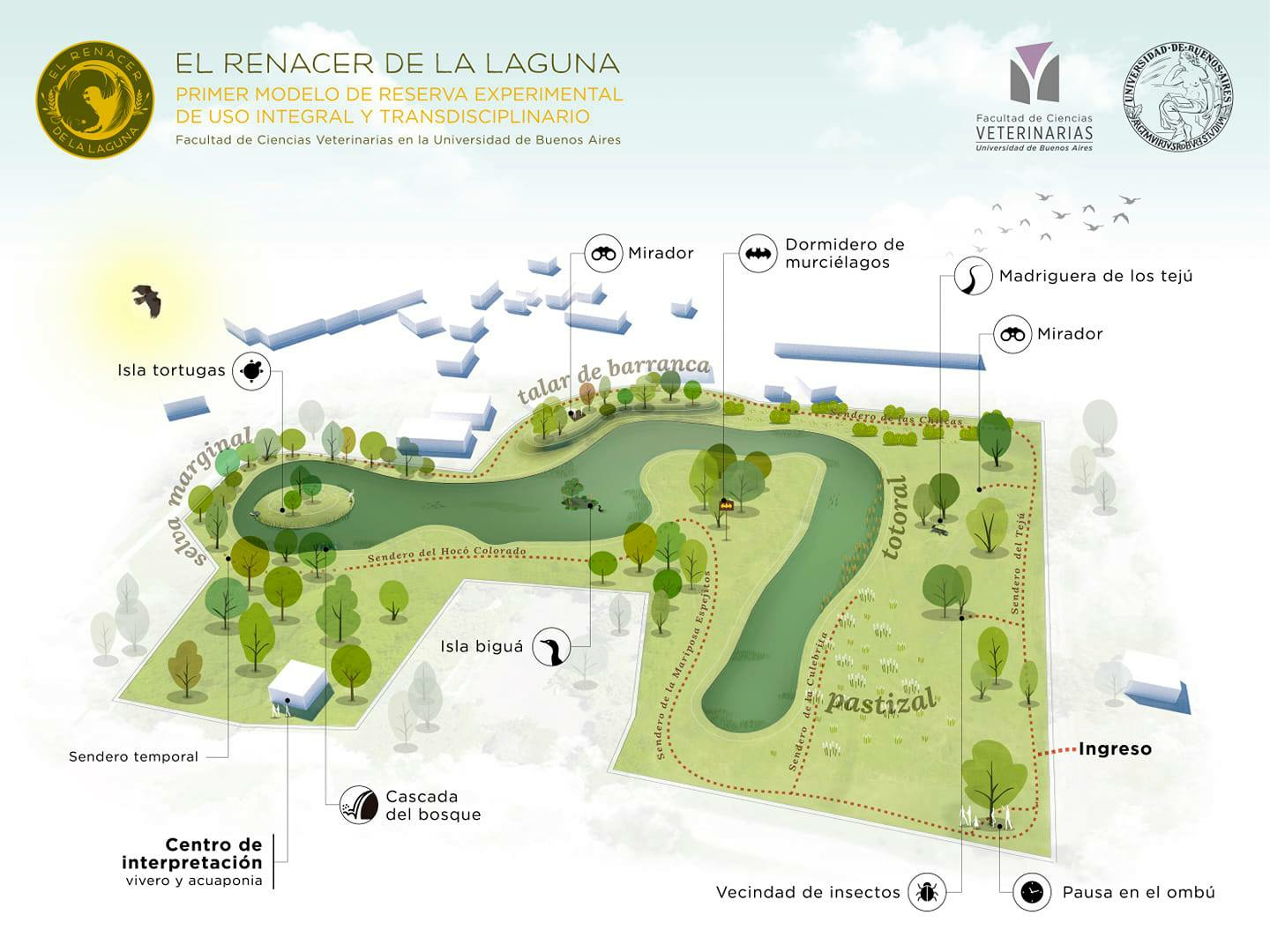
Plano de la reserva

### Geografía
La reserva tiene una extensión de 2 hectáreas. Cuenta con tres áreas bien diferenciadas, que reproducen, respectivamente,  tres ambientes propios de la ecorregión Pampa: el pastizal, el talar y la selva marginal. La  laguna pampeana se encuentra rodeada por los ambientes mencionados y.constituye entonces, un ambiente más. Ecorregiones y Sistemas Ecosistémicos. FADU-GEPAMA.[cita requerida].

### Geología
Parte de la cuenca pampásica, donde se encuentra la reserva, es un área de hundimiento y acumulación. Esto es producto de las fracturas y descensos que las fuerzas tectónicas provocaron en los terrenos casi planos, durante el Mesozoico. La cuenca pampásica recibió aporte de sedimentos de los sucesivos levantamientos de las Sierras Bonarenses actuales, y sufrió  ciclos de pequeños levantamientos e ingresiones marinas. La estratigrafía del Cuaternario divide la Ecorregión en dos zonas: al Norte del Río Salado. Las interestratificaciones muestran sedimentos eólicos y depósitos pluviales, marcando la alternancia de climas secos y húmedos. En el Holoceno predominó el aporte de sedimentos de origen eólico. La capa más reciente contiene loess rico en humus.

### Hidrografía
El relieve es principalmente llano o levemente ondulado, así como de planicies deprimidas anegables permanente o cíclicamente, con suave pendiente hacia el océano Atlántico y desagües hacia los ríos principales.
El principal cuerpo de agua con influencia en el área donde actualmente se encuentra la reserva es el Arroyo Vega, antiguamente  eje del Partido de Belgrano. Atraviesa los barrios de Villa Devoto, Agronomía, Parque Chas, Villa Ortúzar, Villa Urquiza, Coghlan, Belgrano y Colegiales.

### Recursos naturales

#### Flora
La flora silvestre autóctona está compuesta por especies  tanto herbáceas de flor como leñosas, pertenecientes a Talar bonaerense de barranca y Selva marginal. Las mismas  fueron, además, usadas en la demarcación y generación de límites de senderos y futuras galerías.
En el ambiente de pastizal pampeano, flechillas y cortaderas, que se combinan con núcleos de los famosos “Chilcales” o “Monte estable”. En el talar de barranca, más de 34 especies vegetales representativas del bosque xerófilo/semi-xerófilo, acompañadas por algunas de las 125 especies del pastizal.  Propias del ambiente Selva marginal, 83 especies vegetales incluyendo árboles, trepadoras, herbáceas y epífitas, como Helechos, Palo amarillo, Ceibos y Orquídeas. En la laguna, 42 especies autóctonas entre las que se encuentran las totoras, los pinitos de río, camalotes, repollitos de agua y algas.

#### Fauna
La reserva cuenta con más de 474 especies de fauna silvestre autóctonas y las mismas aumentan a medida que el equipo de voluntarios realiza censos. Actualmente se pueden citar  8 especies de mamíferos; 7 de  anfibios; 10 de reptiles; 14 de peces; 120 de aves; 54 lepidópteros; 193 de otros insectos; 49 arácnidos y 19 invertebrados acuáticos.

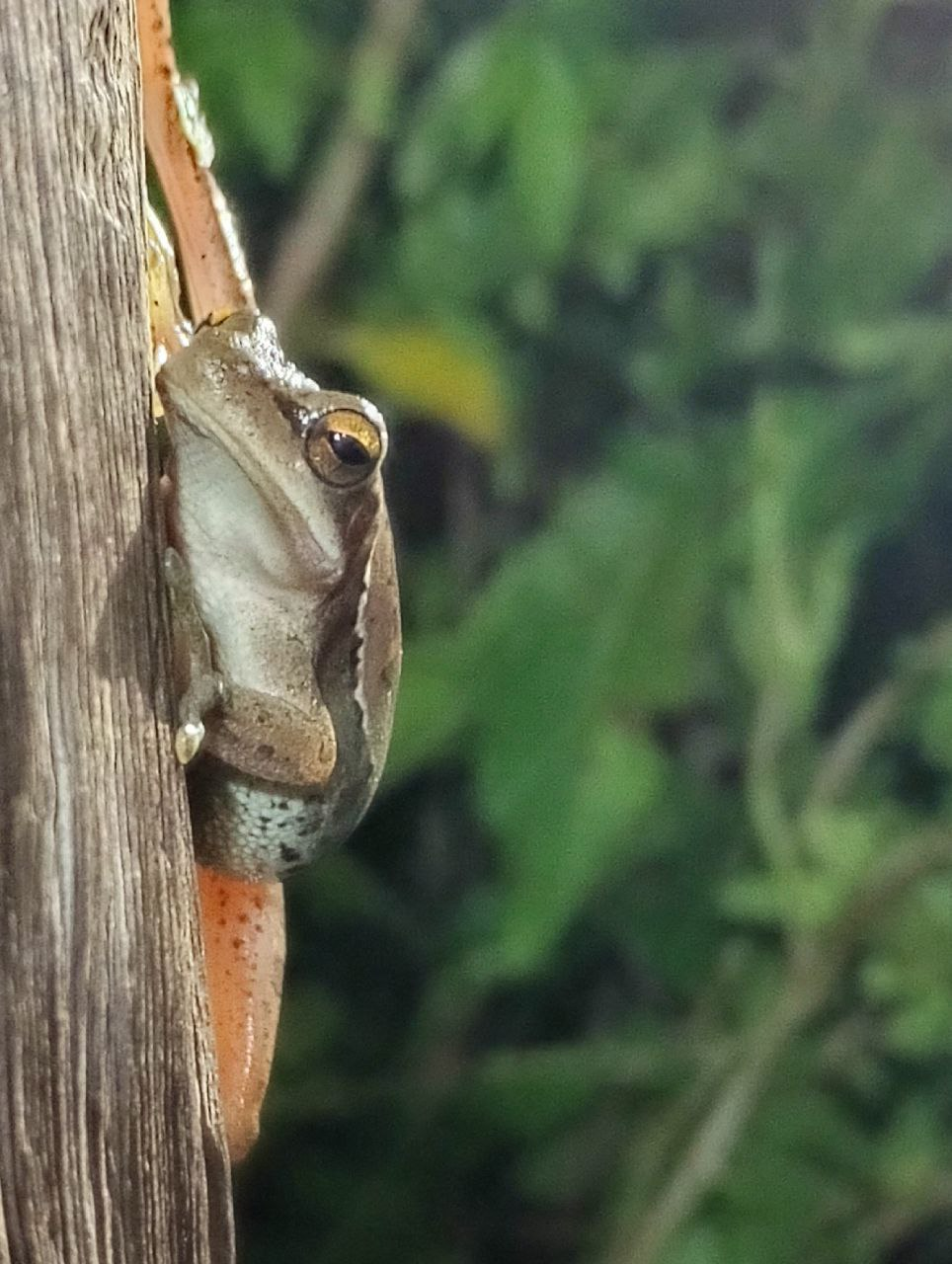
Registro fotográfico de Ranita del zarzal (Boana pulchella) durante el relevamiento de especies de anfibios de la Reserva Natural Urbana " El Renacer de la Laguna FVET-UBA", en la Ciudad Autónoma de Buenos Aires, Argentina.

### Clima
El clima de Buenos Aires en la actualidad es templado húmedo de tipo pampeano, influenciado principalmente por la cercanía al Río de La Plata. No presenta amplitudes térmicas diarias muy marcadas, aunque sí entre las distintas estaciones, con veranos cálidos e inviernos frescos. Las precipitaciones se dan con mayor frecuencia durante la época estival.

## Administración y zonificación

### Accesos
El acceso a la reserva es la entrada a la Facultad de Veterinarias FVET, UBA, ubicada en la Avenida  Chorrorarín 380.

### Actividades turísticas
La reserva tiene distintos senderos para el uso del público. Desde su ingreso principal se puede recorrer el Sendero del Tejú, el Sendero de la Culebrita y el Sendero de la Mariposa Espejitos. En estos se encuentran la Vecindad de insectos (refugios para invertebrados), la Pausa del Ombú, la Madriguera de los Tejú y el primer Mirador. 
El Sendero de las Chilcas conecta el Pastizal con el Talar y el segundo Mirador. 
El Sendero del Hocó Colorado recorre toda la Selva Marginal, visualizando la Isla Tortugas, la Cascada del Bosque y la Isla Biguá. 
La reserva también cuenta con un espacio llamado el Dormidero de Murciélagos (refugios diversos para aves y quirópteros), visible desde casi todos los senderos.Mapa de la reserva.jpg
[cita requerida]

### Seguridad
El predio de la reserva se encuentra cercado por alambrado y se accede exclusivamente mediante previa notificación y permiso. Las visitas recorren el lugar mediante guías voluntarios que permiten el acceso a  los diferentes senderos. 

### Actividades humanas y sus impactos
El posible impacto de las visitas, que pueden generar desperdicios y ruidos molestos para la fauna, hace que las recorridas se realicen sólo con fines educativos. El ingreso con animales domésticos está prohibido, El ingreso esporádico de gatos domésticos sueltos alrededor del predio es un problema para la fauna que sufre depredación.

## Historia

### Antecedentes
En el año 2001 se creó un estanque artificial dentro de la Facultad de Ciencias Veterinarias, diagramado para recrear un “Jardín Japonés”. Por muchos años fue usado por  una empresa privada, "Granja Educativa S.A".El espacio fue concesionado a la empresa por FundaVet (un organismo de la facultad).
La  granja educativa “Del campo a la ciudad” era visitada por niños de 200  escuelas y 300 personas durante los fines de semana. Cuando esta cerró en el año 2007, el terreno quedó abandonado. (Ver imágenes).
Las tareas de diagramación de los distintos ambientes, la fito remediación del estanque mediante métodos naturales y el mejoramiento del suelo pobre y erosionado por el sobre pastoreo, los animales domésticos descontrolados y las visitas indeseadas que ensuciaban el lugar, dieron lugar a la actual reserva.

### Creación y legislación
Fue creada en el año 2016 por iniciativa de un grupo de estudiantes de FVET, UBA. El objetivo inicial ha sido el de reproducir las condiciones ecológicas naturales, propias de la ecorregión donde se encuentra la reserva.
Desde la creación de la reserva los estudiantes han desarrollado el trabajo en ella bajo una mirada transdisciplinaria que cuida varios aspectos de la conservación, basándose en los aportes de la medicina veterinaria de la conservación, las ciencias biológicas aplicadas al trabajo con la flora y la fauna nativas y las ciencias ambientales.
Se han realizado diversas tareas de restauración: trabajos de limpieza del terreno para la eliminación de basura y desperdicios, control de especies de flora exóticas para su posterior reemplazo con especies nativas, control de fauna exótica y creación de espacios para facilitar el retorno de la fauna nativa como refugios para murciélagos, insectos y aves.
Desde su creación el equipo de voluntarios y la gestión institucional del Centro de Educación y Gestión Ambiental, FVET, UBA, se propusieron como objetivos: 
1. Conservar la biodiversidad de especies silvestres.[13]
2. Contribuir a los fenómenos naturales, como las migraciones.[14][15]
3. Proteger recursos singulares como sitios históricos y paisajes agrestes típicos.
4. Proveer sitios populares de esparcimiento.
5. Fomentar la relación entre el hombre y su entorno.[16][17]
6. Sumar a la ciudad un valor estético especial.[18]
7. Facilitar la participación ciudadana en la gestión del territorio.[19]
8. Ofrecer material de investigación y contribuir a la formación de futuros veterinarios en formación.